# Onthophagus foveatus
Onthophagus foveatus är en skalbaggsart som beskrevs av Frey 1957. Onthophagus foveatus ingår i släktet Onthophagus och familjen bladhorningar. Inga underarter finns listade i Catalogue of Life.